# 葛显礼
葛显礼（Henry Charles Joseph Kopsch，1845年—1913年），英国人，中国海关官员。
葛显礼于1862年起在中国海关任职，1867年任副税务司，次年又升任税务司。他是海关总税务司赫德的心腹，曾在镇江、台南、上海、牛庄、九江、北海、宁波、淡水等地担任过海关税务司，期间还曾于1876年署理海关造册处税务司。1891年至1897年间出任海关总税务司署造册处税务司。1896年光绪帝下诏正式开办国家邮政后，葛显礼出任海关造册处税务司兼邮政总办，成为清朝首任邮政总办。1900年葛显礼辞职后返回英国。
此外，梅花鹿华南亚种（Cervus nippon kopschi）便是以葛显礼的名字命名的。他与英国外交官、博物学家郇和为好友。当时有传闻说在九江有鹿类交易，郇和让他对此进行关注并向他承诺，如果葛显礼他获得了一件标本并被证实是新亚种的话，郇和就会用他的名字来命名此物种。葛显礼最后成功了，郇和便实现了他的承诺。该亚种于1873年被描述。